# Sengoku jieitai
G.I. Samurai (戦国自衛隊, Sengoku jieitai, Força d'Autodefensa Sengoku) o també Time Slip, és una pel·lícula de ciència-ficció/d'acció japonesa del 1979 centrada en les aventures d'un equip actual de la Força d'Autodefensa Terrestre del Japó (JGSDF) i la Força d'Autodefensa Marítima del Japó (JMSDF) que viatja accidentalment en el temps al període dels Estats Combatents  (戦国時代, Sengoku jidai). La pel·lícula és protagonitzada per Sonny Chiba, un dels principals actors japonesos masculins, i es basava en una novel·la de Ryo Hanmura, un conegut escriptor de novel·les històriques i ciència-ficció. Un remake es va estrenar al Japó el 2005 sota el títol Samurai Commando: Mission 1549.

## Trama
Durant un exercici defensiu, un grup lliure de forces japoneses de les SDF amb un tanc, un APC, una patrullera i un helicòpter de sobte es troben encallats fa 400 anys i sota l'atac deforces samurais. El seu comandant en funcions, el segon tinent Yoshiaki Iba, fa amistat i uneix forces amb Nagao Kagetora, el líder de la guerra del lord Koizumi. Veient l'armament de l'SDF en acció, Kagetora persuadeix a Iba perquè l'ajudi en la seva lluita per la supremacia al Japó feudal.
Mentrestant, però, Iba es troba davant la desesperació dels seus homes que volen tornar al seu temps. Alguns entren en contacte amb la gent del lloc (un, el soldat de primera classe Mimura, fins i tot es troba amb una consort que el segueix), mentre que altres s'espanten, fugen en un intent desesperat de tornar a casa, o es rebel·len contra les regles i les restriccions i intenten viure com a pirates. Finalment, la seva força es va reduir de 21 homes a 11, Iba aconsegueix calmar les seves tropes dient-los que lluitant contra la història i creant així una paradoxa temporal podrien tornar a casa. Iba s'uneix a Kagetora i lluita al seu costat.
Finalment, Iba i els membres s'enfronten a les forces de Takeda Shingen en batalla. Però la seva confiança en el seu armament avançat els costa molt car: les forces de Shingen els superen a cada pas, els soldats perden tots els seus vehicles i armes principals i cinc d'ells moren al camp de batalla. En un intent desesperat, Iba es dirigeix al lloc de comandament de Shingen i el mata en un duel d'espases.
Quan l'Iba i els seus homes restants van a unir-se a Kagetora a Kyoto, aquest últim és sotmès a pressió per la seva família i el Shōgun Ashikaga Yoshiaki per desfer-se d'Iba. Concedint de mala gana, Kagetora intercepta el grup d'Iba en un antic temple. Però mentre Iba es prepara per matar en Kagetora per la seva traïció, Kagetora el dispara. Els altres soldats són assassinats pels arquers de Kagetora, i la consort de Mimura dona el cop fatal al seu amant.
Kagetora, amb remordiment, enterra Iba i els seus homes amb honors. Al final, només sobreviu un dels membres, el soldat Mokichi Nemoto, que havia abandonat el grup per ajudar un nen i la seva família, el pare del qual havia estat assassinat.

## Repartiment

### Personatges delperíode Shōwa
Oficials Comissionats
- Sonny Chiba com a Segon Tinent Yoshiaki Iba (Comandant de la brigada)[2]
- Kazunaga Tsuji com a Alferes Shōichirō Ono (Comandant de la patrullera)

Suboficials i Personal allistat 
- Raita Ryū com a Sergent Haruhisa Kimura
- Shinichiro Mikami com el sergent Goichi Shimada
- Tadashi Kato com a Sargent de primera classe Hideo Shimizu (Pilot al comandament de l'helicòpter)
- Tsunehiko Watase com a soldat líder Hayato Yano
- Hiroshi Kamayatsu com a soldat Mokichi Nemoto
- Jinya Sato com el soldat Osamu Seki
- Kokontei Shinkoma com el soldat Kenji Hori
- Jun Eto com a Nobuhiko Ken soldat de primera classe
- Yoichi Miura com a soldat de primera classe Manabu Nonaka
- Akira Nishikino com a soldat de primera classe Koji Kikuchi
- Hiromitsu Suzuki com a soldat de primera classe Gō Nishizawa
- Koji Naka com a soldat de primera classe Taisuke Mimura
- Ryo Hayami com a soldat de primera classe Kazumichi Morishita
- Takuzo Kadono com a marinerToshishige Suga
- Isao Kuraishi com a Masao Maruoka soldat de primera classe
- Kenzo Kawarazaki com a Koji Kano soldat de primera classe
- Ken Takahashi com a Masayoshi Hirai soldat de primera classe
- Akihiro Shimizu com a soldat de primera classe Satoshi Ōnishi
- Toshitaka Ito com el mariner Harumi Takashima
- Nana Okada com a Kazuko Arai
- Hiroshi Katsuno com a entrenador de pista

### Personatges delPeríode Sengoku
- Isao Natsuyagi com a Nagao Kagetora
- Haruki Kadokawa com a Sanada Masayuki
- Hitoshi Omae com a Kuribayashi Magoichi
- Kentaro Kudo com Ishiba Takehide
- Katsumasa Uchida com Asaba Yorichika
- Goro Kataoka com a Tategawa Katsuzō
- Asao Koike com a Koizumi Yukinaga
- Shin Kishida com a Naoe Bungo
- Hirohisa Nakata com a Kuroda Naoharu
- Hiroshi Tanaka com a Takeda Shingen
- Hiroyuki Sanada com a Takeda Katsuyori

## Equipament
Inicialment, els productors es van apropar a la Força d'Autodefensa Terrestre del Japó (JGSDF) per obtenir accessoris i vehicles, però l'exèrcit va tallar el seu suport després de llegir que els soldats van quedar AWOL al guió. Per aquest motiu, s'havia d'utilitzar equipament antic i de vegades obsolet (com ara subfusell M3). El tanc que apareix a la pel·lícula fins i tot es va construir completament des de zero.
Els vehicles, inclòs un tanc i un helicòpter, continuen funcionant malgrat que no hi havia cap subministrament de combustible al segle xvi, un problema lògic que es va resoldre en el remake.

## Ajusts
- Una nova pel·lícula el 2005 es va titular Sengoku Jieitai 1549.
- Una minisèrie de televisió de quatre capítols anomenada Sengoku Jieitai: Sekigahara no Tatakai va ser emesa el 2006 per NTV, dirigida per Kōsei Saitō.

## Vídeo casolà
Al Regne Unit, la pel·lícula es va incloure amb Golgo 13: Assignment Kowloon i The Bullet Train a The Sonny Chiba Collection Vol.2 Set de DVD de la regió 2 per Optimum Home Releasing.

## En cultura popular
La pel·lícula es fa referència indirectament a la sèrie de novel·la lleugera japonesa Gate com a material de recerca per a les contramesures de les JSDF contra les mesures especials. Les forces imperials de la regió i els ariets i les trinxeres d'emboscada (tots dos apareixen durant la batalla contra les forces de Shingen a la pel·lícula) són utilitzats per les forces de Zorzal durant la guerra civil imperial posterior.